# Нейстрийская марка

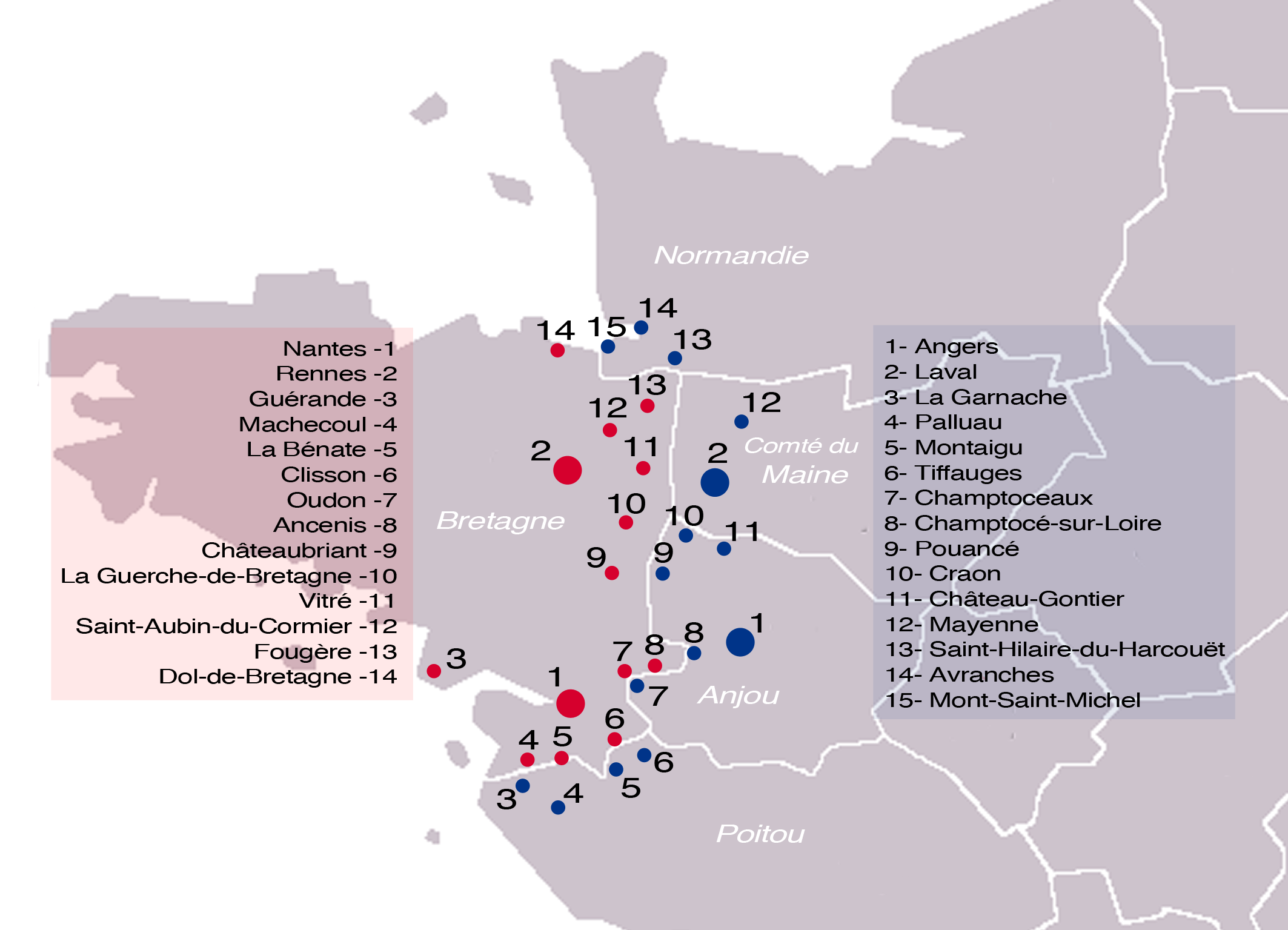
Укрепления Бретонской марки.

Нейстрийская марка (фр. Marche de Neustrie) — марка, созданная королём Франции Карлом II Лысым для защиты региона от норманнов и бретонцев. Правитель этой марки носил титул маркграф Нейстрии или маркиз Нейстрии (фр. marquis de Neustrie).
Марка состояла из двух частей, поэтому их часто называют Бретонская марка (фр. marche bretonne) и Нормандская марка (фр. marche normande).

## История

### Бретонская марка
Её правителем Карл Лысый назначил Роберта Сильного (ум. 866), погибшего в битве против норманнов. Ему наследовал пасынок, Гуго Аббат (ум. 886), после смерти которого марку унаследовал старший сын Роберта — Эд (ум. 898). После того, как Эд в 888 году был выбран королём Франции, он передал марку под управление своего младшего брата Роберта (ум. 923)

### Нормандская марка
Её правителем Карл Лысый назначил трех маркграфов: Адаларда Сенешаля (ум. 870) из дома Жерардидов, а также братьев Удо (ум. после 879) и Беренгера I (ум. 876/879) из дома Конрадинов. Это назначение вызвало недовольство представителей дома Роргонидов, поскольку они считали эту область своей. В результате их интриг Карл в 865 году сместил Адаларда, Удо и Беренгера, передав марку графу Мэна Гозфриду (ум. 878).
Роргониды управляли маркой до 885 года, когда новый король Франции, император Карл III Толстый, после гибели маркграфа Рагенольда (ум. 885) назначил маркграфом своего приближенного Генриха (ум. 886). Он был убит уже в следующем году во время осады норманнами Парижа. Взамен ему маркграфом был назначен Беренгер II (ум. 896), родственник Генриха. Он неоднократно отражал нападения норманнов, в основном в районе Мана и Байе.

### Объединенная Нейстрийская марка
В 911 году король Франции Карл III Простоватый по Сен-Клер-сюр-Эптскому договору отдал норманну Роллону графство Руан, ставшее основой для будущего герцогства Нормандия. В результате этого Нормандская марка потеряла своё значение и была присоединена к Бретонской под управлением маркиза Роберта, получившего титул demarchus. Также этот титул принял и Роллон, женатый на дочери Беренгера II. После избрания Роберта королём Франции он передал марку своему сыну Гуго Великому (ум. 956), после которого марку унаследовал его сын Гуго Капет (ум. 996).
Герцоги Нормандии постепенно расширили свои владения и включили большую часть Нейстрии в состав своего герцогства. После избрания Гуго Капета королём Франции в 987 году марка была упразднена и разбита на ряд феодальных владений.

## Маркизы Нейстрии
| Нормандская марка - 861—865 : Адалард I (ум.870), Удо (ум. после 879) и Беренгер I (ум.876/879)                                                                                                  |                                                                                    | Бретонская марка - 861—866 : Роберт Сильный (ум.866) |
| - 865—878 : Гозфрид (ум.878), граф дю Мэн - 878—885 : Рагенольд (ум.885), граф д’Эрбо и дю Мэн - 885—886 : Генрих (ум.886)                                                                       | - 866—886 : Гуго Аббат (ум.886)                                                    |                                                      |
| - 886—896 : Беренгер II (ум.896), граф де Байе - 896—911 : - 911—922 : Роберт, demarchus | - 886—888 : Эд (ум. 898), король Франции с 888 - 888—922 : Роберт, demarchus в 911 |                                                      |
| Объединенная Нейстрийская марка - 911—922 : Роберт (ум. 923), король Франции с 922 - 922—956 : Гуго Великий (ум.956), герцог Франции с 936 - 956—987 : Гуго Капет (ум 996), король Франции с 987 |                                                                                    |                                                      |